# Luterseeli (UR)

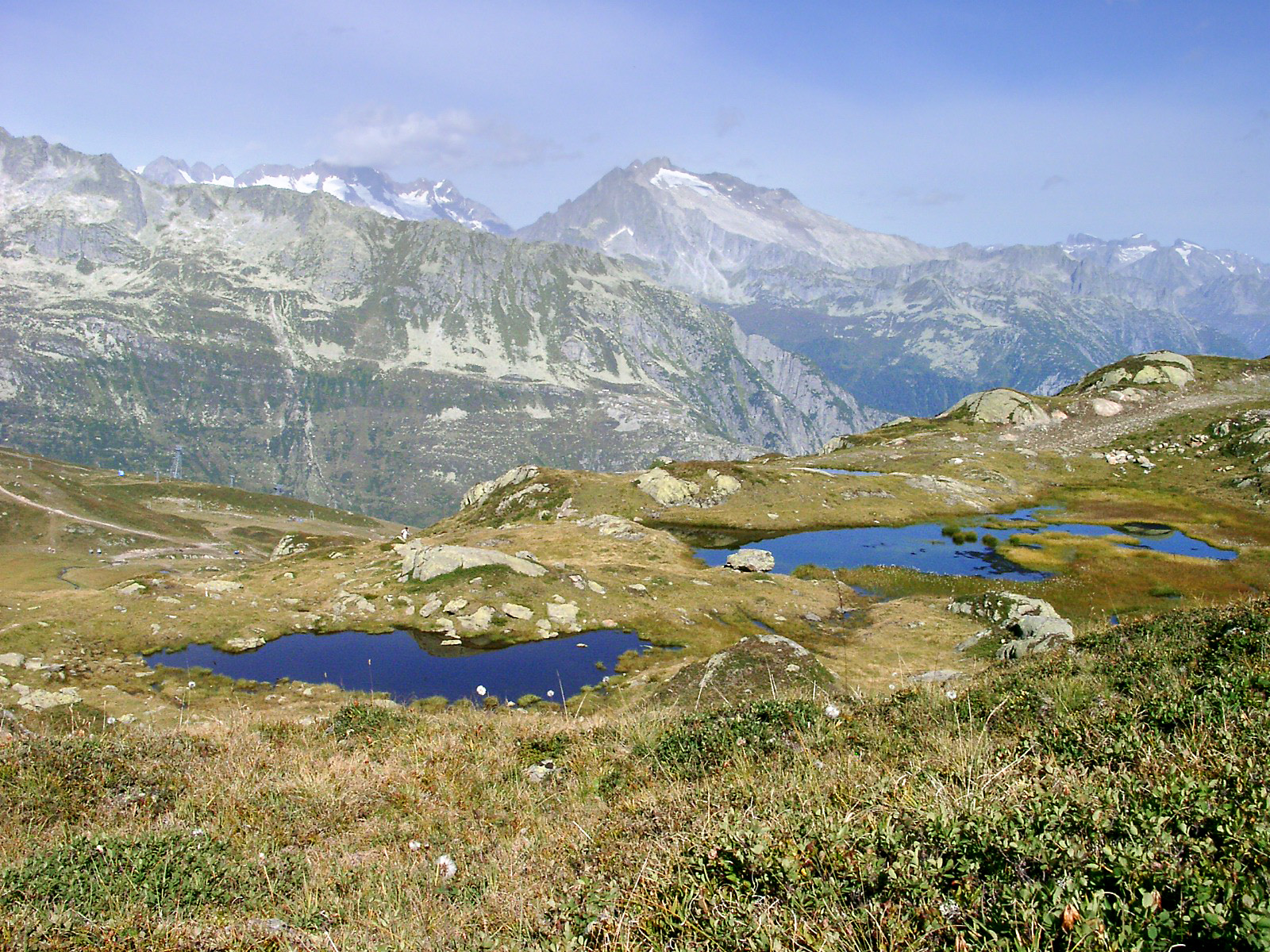
Luterseeli im Sommer

Das Luterseeli ist ein Gebirgssee auf der Gurschenalp bei Andermatt im Schweizer Kanton Uri.
Der See liegt auf einer Höhe von 2281 m ü. M.